# Trapped in a Box
"Trapped in a Box" é o primeiro single da banda No Doubt em seu álbum homônimo. A canção é baseada na compra de uma televisão pelo guitarrista da banda Tom Dumont. A composição é de Eric Stefani, Tom Dumont, Gwen Stefani e Tony Kanal. Trapped In A Box não atingiu status mundial e seu vídeo clipe foi gravado pela própria banda, não passando na MTV.